# Правликова, Петра
Пе́тра Пра́вликова (словац. Petra Pravlíková; 4 июня 1985, Левоча, Чехословакия) — словацкая хоккеистка, нападающая женской сборной Словакии, участница зимних Олимпийских игр 2010 года. Игрок команды «Спишска-Нова-Вес».

## Биография

### Клубная карьера
Петра играла в прошлом в чемпионате Словакии за команды ОСЫ, «Зволен» и «Слован». В сезоне 2009/10 она стала игроком российской команды «Торнадо» из Московской области, где с ней играла её землячка Яна Капустова.
Перед сезоном 2010/11 клуб не стал продлевать контракт с ней. Она стала вместе со своей землячкой Мартиной Величковой игроком первой женской белорусской команды по хоккею с шайбой «Пантера» из города Логойска. Клуб позже переехал в Минск. Тренером в этом клубе работал бывший белорусский хоккеист Василий Николаевич Панков. Там она играла два года и в сезоне 2012/13 она переехала в российскую команду из Ухты. С сезона 2016/2017 играет снова в Словакии.

### Карьера в сборной
Правликова участвовала в Олимпийских играх 2010 года в Ванкувере. В пяти матчах она забросила две шайбы. Участвовала в квалификациях на Олимпиады 2010 и 2014 годов.
Правликова сыграла на восьми чемпионатах мира в трёх дивизионах в составе сборной Словакии: в 2003 году она дебютировала во втором дивизионе, в высшем дивизионе сыграла в 2011 году.
В 2011 году Петра Правликова стала бронзовым призёром Универсиады в Эрзуруме.

## Статистика в сборной
| Год  | Сборная  | Турнир                           | Игры | Голы | Передачи | Очки | Минуты штрафа |
| ---- | -------- | -------------------------------- | ---- | ---- | -------- | ---- | ------------- |
| 2003 | Словакия | Чемпионат мира (II дивизион)     | 5    | 1    | 2        | 3    | 8             |
| 2004 | Словакия | Чемпионат мира (II дивизион)     | 5    | 0    | 3        | 3    | 12            |
| 2005 | Словакия | Чемпионат мира (II дивизион)     | 4    | 4    | 2        | 6    | 2             |
| 2007 | Словакия | Чемпионат мира (II дивизион)     | 5    | 2    | 3        | 5    | 6             |
| 2008 | Словакия | Чемпионат мира (I дивизион)      | 5    | 1    | 2        | 3    | 10            |
| 2008 | Словакия | Олимпиада (квалификация)         | 3    | 0    | 2        | 2    | 4             |
| 2009 | Словакия | Чемпионат мира (I дивизион)      | 5    | 3    | 5        | 8    | 8             |
| 2010 | Словакия | Олимпиада                        | 5    | 2    | 0        | 2    | 10            |
| 2011 | Словакия | Чемпионат мира (высший дивизион) | 5    | 0    | 0        | 0    | 2             |
| 2013 | Словакия | Олимпиада (квалификация)         | 3    | 0    | 0        | 0    | 0             |
| 2013 | Словакия | Чемпионат мира (I дивизион A)    | 5    | 0    | 1        | 1    | 8             |